# Natalia Korobkova
Natalia Mikhaïlovna Korobkova (en russe : Наталья Михайловна Коробкова) est une joueuse de volley-ball russe née le 7 avril 1985 à Krasnoïarsk. Elle mesure 1,92 m et joue au poste d'attaquante. 

## Clubs
| Club                    | De        | À         |
| ----------------------- | --------- | --------- |
| Ouralotchka-2           | 2001-2002 | 2001-2002 |
| Stroitel Krasnoïarsk    | 2002-2003 | 2004-2005 |
| Kansas State University | 2007-2008 | 2008-2009 |
| Karşıyaka İzmir         | 2009-2010 | 2009-2010 |
| Rote Raben Vilsbiburg   | 2010-2011 | 2010-2011 |
| Samorodok Khabarovsk    | 2011-2012 | 2011-2012 |
| Primorotchka            | oct 2013  | nov 2013  |
| Neruda Volley           | jan 2014  | mai 2014  |
| Generika Lifesavers     | 2014-2015 | …         |